# Danila Bagrov
Danila Sergueïevitch Bagrov est le personnage principal des films Le Frère et Le Frère 2, d'Alekseï Balabanov. 
Dans les deux films, son rôle a été joué par Sergueï Bodrov.
Le premier film montre que Danila est né le 5 août 1975 : il a donc 22 ans dans les évènements du premier film. Vétéran de la première guerre de Tchétchénie, Danila a fait son service militaire. Ses anciens frères d'armes, Kostya, qui a reçu l'Ordre du Courage, et Ilya, le considèrent comme le meilleur des leurs. Danila est cependant assez modeste et n'aime pas parler de ses exploits militaires, prétextant qu'il a passé la majorité de la guerre au quartier général en tant que commis, bien que, à en juger par les événements des deux films, il se bat habilement en corps-à-corps, est familier avec les explosifs des mines et tire juste, sait utiliser des tactiques de combat en milieu urbain, peut réparer, refaire et même fabriquer des armes à feu dans des conditions artisanales.
Malgré sa simplicité extérieure, à la limite de l'excentricité, Danila est implacable face à toute injustice, et sévit contre tous ses ennemis avec un sang-froid rare et une certaine cruauté. Il aime les groupes de rock russes, principalement Nautilus Pompilius et DDT, mais regarde la musique pop avec dédain et la qualifie de « fausse musique », car « on n'écoute pas ça dans une guerre ». La critique de cinéma Elena Stishova le définit comme un « héros du folklore » et un « noble voleur. »